# Louis Delcon
Louis Delcon was een Belgisch boogschutter. 

## Levensloop
Delcon verzamelde met het Belgisch team drie olympische medailles in de discipline 'bewegend vogeldoel' op de Olympische Spelen van 1920 in Antwerpen. Samen met Hubert Van Innis, Pierre Van Thielt, Edmond De Knibber, Louis Van Beeck, Louis Fierens, Alphonse Allaert en Jérôme De Mayer behaalde hij goud op de '50 meter' (2701 pt.) en de '33 meter' (2958 pt.) en zilver op de '28 meter' (2924 pt).